# Jacynthe Maloney
Jacynthe Maloney (26 de marzo de 1978) es una deportista canadiense que compitió en judo. Ganó cuatro medallas en el Campeonato Panamericano de Judo entre los años 1997 y 2002.

## Palmarés internacional
| Campeonato Panamericano | Campeonato Panamericano         | Campeonato Panamericano | Campeonato Panamericano |
| Año                     | Lugar                           | Medalla                 | Categoría               |
| ----------------------- | ------------------------------- | ----------------------- | ----------------------- |
| 1997                    | Guadalajara (México)            | Medalla de bronce       | +72 kg                  |
| 1999                    | Montevideo (Uruguay)            | Medalla de oro          | +78 kg                  |
| 2001                    | Córdoba (Argentina)             | Medalla de plata        | –78 kg                  |
| 2002                    | Santo Domingo (Rep. Dominicana) | Medalla de bronce       | –78 kg                  |